# Pterostylis monticola
Pterostylis monticola är en orkidéart som beskrevs av David Lloyd Jones. Pterostylis monticola ingår i släktet Pterostylis och familjen orkidéer. Inga underarter finns listade i Catalogue of Life.